# Альберто Кардаччо
Альберто Кардаччо (ісп. Alberto Cardaccio, 26 серпня 1949 — 28 січня 2015) — уругвайський футболіст та тренер, грав на позиції півзахисника. Виступав, зокрема, за клуби «Данубіо» та «Монтеррей», а також національну збірну Уругваю.

## Клубна кар'єра
Вихованець молодіжної академії клубу «Данубіо» з Монтевідео. У дорослому футболі дебютував 1967 року у вище вказаному клубі. З 1964 року виступав за команду в Квінта Дивізіоні. Наступні два роки команда балансувала між Квінта та Кварта Дивізіоні. У 1967 році тренер Рафаель Міланс у віці 17 років перевів Альберто до команди з Прімера Дивізіону. У 1969 році разом зі столичним клубом вилетів з Прімера Дивізіону, але вже наступного року повернувся до еліти уругвайського футболу. До 1974 року працював у «Данубіо». Серед його товаришів по команді були Отто Сессана, Рікардо Пальма, "Рафа" Перроне, Херардо Родрігес, Гораціо Франко та Хуан Аскері.
У 1975 році грав за «Расінг» (Авельянеда). В Аргентині зіграв 30 матчів, в яких відзначився 8-ма голами. У сезонах 1975/76 та 1976/77 роках грав у Мексиці за «Уніон де Куртідорес», за цей період відзначився 14 голами у 66 матчах. Потім виступав за інший мексиканський клуб, «Атлас». У сезоні 1977/78 років провів 26 матчів та відзначився 7-ма голами. Наступний сезон відіграв у «Пуеблі», де зіграв 30 матчів у мексиканській Прімері.
1979 року перейшов до клубу «Монтеррей», за який відіграв 3 сезони. Більшість часу, проведеного у складі «Монтеррея», був основним гравцем команди. Завершив професійну кар'єру футболіста виступами за команду «Монтеррей» у 1982 році.

## Виступи за збірну
Виступав за юнацьку збірну Уругваю, у складі якої грав на юнацькому чемпіонаті Південної Америки 1967 року. На цьому турнірі Сегундо Гонсалес не надав можливості зіграти.
31 травня 1972 року дебютував у футболці національної збірної Уругваю. У складі збірної був учасником чемпіонату світу 1974 року у ФРН, де зіграв у поєдинку групового етапу проти Болгарії. Востаннє футболку збірної одягав 19 червня 1974 року.
Загалом протягом кар'єри у національній команді, яка тривала 3 роки, провів у її формі 19 матчів.

## По завершенні кар'єри
По завершенні кар'єри футболіста розпочав тренерську діяльність, очолював молодіжну команду «Данубіо». У 1985 році допомагав тренувати Роберто Репетту першу команду клубу. У 2007 році допомагав тренувати «Суд Амеріка». У 2008 році працював таксистом.
Помер 28 січня 2015 року на 66-му році життя від травм, отриманих у ДТП.

## Особисте життя
Син Альберто, Віктор Кардаччо, також грав у молодіжних командах «Данубіо». Мав брата, Хорхе Даніеля Кардаччо. Племінник, Матіас Кардасіо, також професіональний футболіст, виступав за збірну Уругваю.

## Досягнення
«Данубіо»
- Сегунда Дивізіон Уругваю
  -  Чемпіон (1): 1970